# Pseudonannolene segmentata
Pseudonannolene segmentata är en mångfotingart som beskrevs av Filippo Silvestri 1895. Pseudonannolene segmentata ingår i släktet Pseudonannolene och familjen Pseudonannolenidae. Inga underarter finns listade i Catalogue of Life.